# Kendō-Weltmeisterschaft
Die Kendō-Weltmeisterschaft (engl. World Kendo Championships, WKC) wird von der Internationalen Kendoföderation (IKF) seit 1970 veranstaltet. Diese  Kendō-Meisterschaft wird alle 3 Jahre an wechselnden Orten ausgetragen. Es werden Einzel- und Mannschaftskämpfe ausgetragen.
Der Austragungsort wechselt gewöhnlich zwischen Asien, Amerika und Europa. 
Seit 1994 werden auch die Weltmeister der Frauen ermittelt. Im Umfeld der Weltmeisterschaft finden auch Dan-Prüfungen und Kampfrichterlehrgänge statt. 
Bei der 13. Kendō-Weltmeisterschaft 2006 in Taipeh wurde erstmals das japanische Team nicht Weltmeister und musste sich mit einem dritten Platz begnügen. 
Die 15. Kendō-Weltmeisterschaft wurde vom  23. bis zum 28. Mai 2012 in Novara in Italien ausgetragen. 

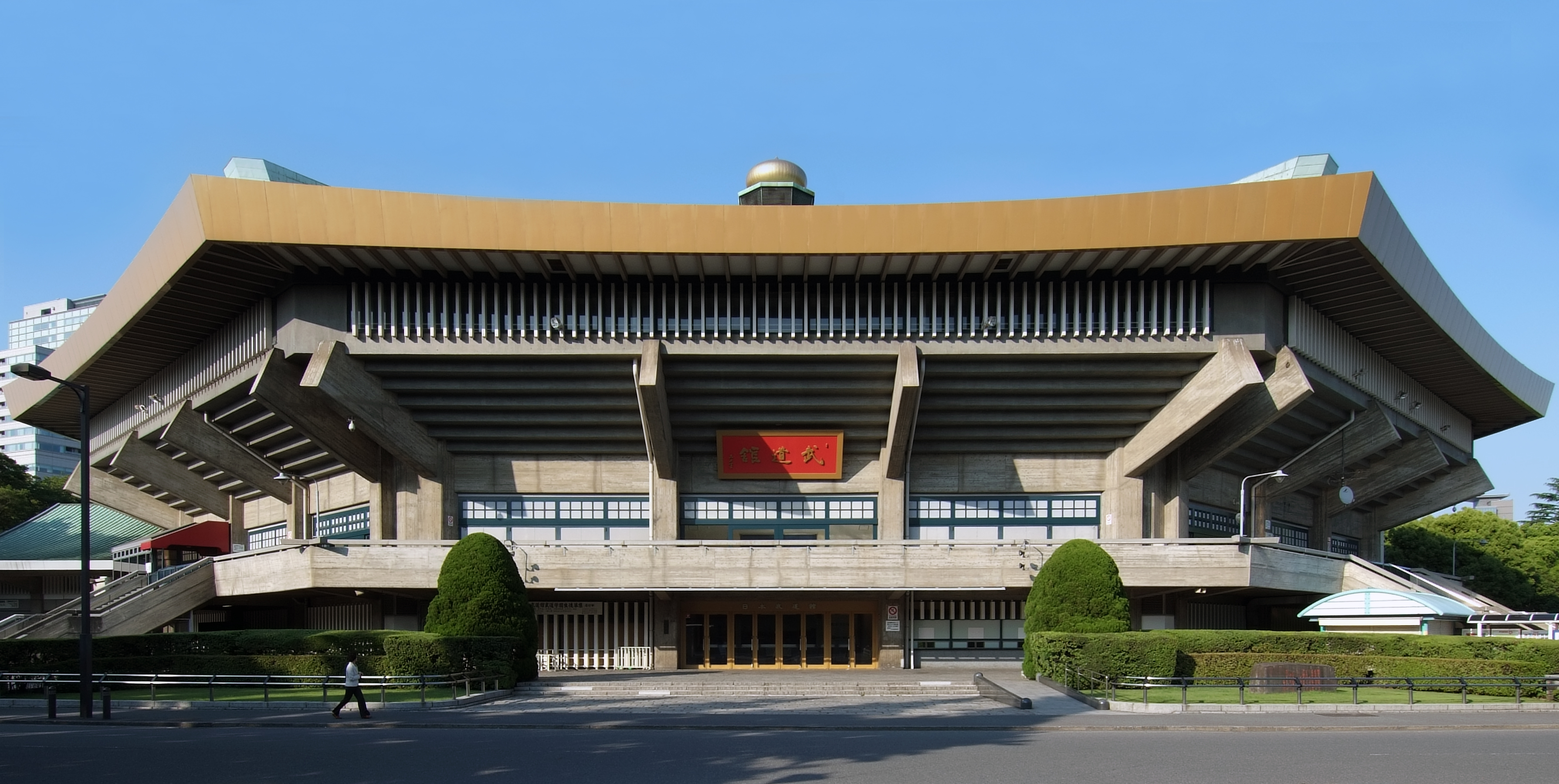
Nippon Budokan war der Austragungsort der 16. WKC 2015

## Weltmeisterschaften

### Herren-Einzel
| Jahr | Ort                                  | Weltmeister              | 2. Platz                 | 3. Platz                | 3. Platz                 |
| ---- | ------------------------------------ | ------------------------ | ------------------------ | ----------------------- | ------------------------ |
| 1970 | Japan Tokyo                          | Mitsuru Kobayashi Japan  | T. Toda Japan            | Y. Taniguchi Japan      | T. Ota Japan             |
| 1973 | USA Los Angeles                      | Tatsushi Sakuragi Japan  | H. Yano Japan            | T. Fujita Japan         | J.R. Rhee Südkorea       |
| 1976 | Vereinigtes Königreich Milton Keynes | Eijo Yoko Japan          | K. Ono Japan             | R. Hosoda Japan         | C.-T. Wu Taiwan          |
| 1979 | Japan Sapporo                        | Hironori Yamada Japan    | K. Furukawa Japan        | H. Aikawa Japan         | K. Terada Japan          |
| 1982 | Brasilien São Paulo                  | Minoru Makita Japan      | T. Kosaka Japan          | W. Okajima Japan        | H. Yasugahira Japan      |
| 1985 | Frankreich Paris                     | Kunishide Koda Japan     | H. Ogawa Japan           | J.C. Park Südkorea      | S.I. Kim Südkorea        |
| 1988 | Südkorea Seoul                       | Isao Okido Japan         | Akira Hayashi Japan      | H. Sakata Japan         | K.N. Kim Südkorea        |
| 1991 | Kanada Toronto                       | S. Muto Japan            | H. Sakata Japan          | M. Yamamoto Japan       | S. Shimizu Japan         |
| 1994 | Frankreich Paris                     | H. Takahashi Japan       | K. Takei Japan           | S. Hirano Japan         | N. Eiga Japan            |
| 1997 | Japan Kyōto                          | M.Miyazaki Japan         | F.Miyazaki Japan         | T.Ishida Japan          | Park Südkorea            |
| 2000 | USA Santa Clara                      | Naoki Eiga Japan         | Kentaro Takenaka Japan   | Tsuneharo Someya Japan  | Sung-Soo Hong Südkorea   |
| 2003 | Vereinigtes Königreich Glasgow       | Hiromitsu Sato Japan     | Hidenori Iwasa Japan     | Kun-Bai Lim Südkorea    | Mitsunobu Sato Japan     |
| 2006 | Taiwan Taipei                        | Masaomi Hojo Japan       | Takeshi Tanaka Japan     | Sang-Hoon Kang Südkorea | Gil-Hyun Oh Südkorea     |
| 2009 | Brasilien São Paulo                  | Shoji Teramoto Japan     | Byung-Hoon Park Südkorea | Kim Südkorea            | Choi Südkorea            |
| 2012 | Italien Novara                       | Susumu Takanabe Japan    | Wan-Soo Kim Südkorea     | Tae-Hyun Kim Südkorea   | Kosuke Furukawa Japan    |
| 2015 | Japan Tokyo                          | Tadakatsu Amishiro Japan | Yuya Takenouchi Japan    | Man-Uk Jang Südkorea    | Hidehisa Nishimura Japan |
| 2018 | Südkorea Incheon                     | Sho Ando Japan           | Jin-Yong Jo Südkorea     | Yuya Takenouchi Japan   | Byung-Hoon Park Südkorea |
| 2024 | Italien Mailand                      | Keita Hoshiko Japan      | Kenshiro Matsuzaki Japan | Shoshi Ohira Japan      | Keita Kimura Japan       |

### Herren-Mannschaft
| Jahr | Weltmeister | 2. Platz           | 3. Platz           | 3. Platz           |
| ---- | ----------- | ------------------ | ------------------ | ------------------ |
| 1970 | Japan       | Taiwan             | Brasilien          | Okinawa            |
| 1973 | Japan       | Kanada             | Vereinigte Staaten | Hawaii             |
| 1976 | Japan       | Kanada             | Vereinigte Staaten | Taiwan             |
| 1979 | Japan       | Südkorea           | Vereinigte Staaten | Hawaii             |
| 1982 | Japan       | Brasilien          | Vereinigte Staaten | Südkorea           |
| 1985 | Japan       | Brasilien          | Südkorea           | Kanada             |
| 1988 | Japan       | Südkorea           | Kanada             | Brasilien          |
| 1991 | Japan       | Südkorea           | Kanada             | Taiwan             |
| 1994 | Japan       | Südkorea           | Kanada             | Taiwan             |
| 1997 | Japan       | Südkorea           | Brasilien          | Taiwan             |
| 2000 | Japan       | Südkorea           | Kanada             | Brasilien          |
| 2003 | Japan       | Südkorea           | Italien            | Vereinigte Staaten |
| 2006 | Südkorea    | Vereinigte Staaten | Japan              | Taiwan             |
| 2009 | Japan       | Vereinigte Staaten | Südkorea           | Brasilien          |
|      |             |                    |                    |                    |
| 2012 | Japan       | Südkorea           | Ungarn             | Vereinigte Staaten |
| 2015 | Japan       | Südkorea           | Ungarn             | Vereinigte Staaten |
| 2018 | Japan       | Südkorea           | Taiwan             | Vereinigte Staaten |
| 2024 | Japan       | Südkorea           | Frankreich         | Vereinigte Staaten |

### Damen-Einzel
| Jahr | Weltmeister            | 2. Platz                       | 3. Platz              | 3. Platz                          |
| ---- | ---------------------- | ------------------------------ | --------------------- | --------------------------------- |
| 1994 | A. Horibe Hongkong     | Christiane Sasakura Frankreich | E.H. Kwon Südkorea    | J.Y Kwon Südkorea                 |
| 1997 | M. Kimura Japan        | S. Mogi Japan                  | W. Nakano Kanada      | H.J. Cho Südkorea                 |
| 2000 | Tomoko Kawano Japan    | Keiko Baba Japan               | Hiroyo Yano Japan     | Shizuka Asahina Japan             |
| 2003 | Keiko Baba Japan       | Yuka Tsubota Japan             | Shizuka Asahina Japan | Kei Okada Japan                   |
| 2006 | Saeko Sugimoto Japan   | Kanako Komuro Japan            | Eri Inagaki Japan     | Mika Shimokawa Japan              |
| 2009 | Yukiko Takami Japan    | Sachie Shojima Japan           | Chikano Shizato Japan | Eliete Harumi Takashima Brasilien |
| 2012 | Yoko Sakuma Japan      | Kana Kurokawa Japan            | Mana Kawagoe Japan    | Sayuri Shodai Japan               |
| 2015 | Mizuki Matsumoto Japan | Yun Yung Hu Südkorea           | Bo Kyung Won Südkorea | Yukiko Takami Japan               |
| 2018 | Mizuki Matsumoto Japan | Mariko Yamamoto Japan          | Maika Senoo Japan     | Mei Fujimoto Japan                |
| 2024 | Mihiro Kondo Japan     | Mari Suenaga Japan             | Minori Sato Japan     | Maika Senoo Japan                 |

### Damen-Mannschaft
| Jahr | Weltmeister | 2. Platz  | 3. Platz             | 3. Platz           |
| ---- | ----------- | --------- | -------------------- | ------------------ |
| 1994 | Südkorea    | Ungarn    | Brasilien            | Deutschland        |
| 1997 | Japan B     | Japan A   | Vereinigte Staaten B | Südkorea A         |
| 2000 | Japan       | Brasilien | Vereinigte Staaten   | Kanada             |
| 2003 | Japan       | Südkorea  | Kanada               | Taiwan             |
| 2006 | Japan       | Südkorea  | Deutschland          | Kanada             |
| 2009 | Japan       | Südkorea  | Brasilien            | Vereinigte Staaten |
| 2012 | Japan       | Südkorea  | Deutschland          | Brasilien          |
| 2015 | Japan       | Südkorea  | Vereinigte Staaten   | Brasilien          |
| 2018 | Japan       | Südkorea  | Kanada               | Australien         |
| 2024 | Japan       | Südkorea  | Australien           | Vereinigte Staaten |